# Amor amargo
Amor amargo est une telenovela mexicaine produite par Televisa et diffusée entre le 4 novembre 2024 et le 23 février 2025 sur Las Estrellas,.

## Synopsis
La romance entre Tomás et Gabriela naît lors d’une foire artisanale, sans qu’ils sachent que leurs familles sont liées : des années auparavant, leurs parents ont vécu un amour impossible. Pendant la foire, Gabriela apprend que sa mère a eu un accident et doit rentrer chez elle, tandis que Tomás reçoit la nouvelle du décès de son père. Lors des funérailles, ils découvrent que leurs parents ont été impliqués dans le même accident, un accident qui semble avoir été intentionnel.
Poussé par le chagrin et le désir de justice, Tomás s’installe à Todos Los Santos pour découvrir la vérité et se venger de Leonor, la grand-mère de Gabriela, qu’il soupçonne d’être responsable. Désormais, les secrets de famille et le poids du passé mettront leur amour à l’épreuve, les forçant à affronter des forces qui pourraient les séparer à jamais.

## Distribution
- Daniela Romo : Leonor San José
- Andrés Palacios : Tomás Jiménez Camacho
- Ana Belena : Gabriela Miranda San José
- Arturo Peniche : Enrique Olivares
- Cynthia Klitbo : Beatriz San José Pineda
- Francisco Gattorno : Jaime Jiménez Peralta
- Martha Julia : Magdalena Murray
- Alejandro Ávila : Guillermo San José
- Beatriz Moreno : Bienvenida Ruíz
- Adalberto Parra : Israel Pérez
- Lizy Martínez : Vera Olivares
- Ricardo Franco : Joaquín Ardila
- Jessica Decote : Lucía Falcón
- Karla Farfán : Miriam Miranda San José
- Karena Flores : Eva Miranda San José
- Pedro Baldo : Andrés Jiménez Camacho
- Alejandra Procuna : Dolores López
- Magda Karina : Alicia Sánchez
- Luz María Aguilar : Delirio Valdez
- Sergio Klainer : Dr Claudio Hernández

- Julio Mannino : Carlos Torrijos
- Juan Ángel Esparza : Julio Martínez
- Evangelina Sosa : Martha Guerra
- Fernando Robles : Cipriano «Cheves» Ruíz
- Óscar Medellín : Francisco Carrera
- Daniel Gama : Emilio Duarte
- Federico Espejo : Marlon Smith
- Marco Uriel : Máximo San José
- Flora Fernández : Gloria Salvatierra
- Luisa Muriel : Sor Mercedes
- Arturo Posada : Paulo Martínez
- Eva Daniela : Catalina Olivares
- Italivi Orozco : Citlali Valdez
- Valeria Masini : Candela Murray
- Armando Andrade : Juan Pedro Guerra
- Alain Said : Gil Santos
- Rodrigo Ríos : Simón Alejandro
- Fiona Osio : Lisa Huerta
- Vanessa López : Minerva Guerra
- Lorena Meritano : Ofelia Cassanova

## Diffusion
- Las Estrellas (2024)

## Autres versions
- Ilha dos Amores (2007)